# Vastenavond

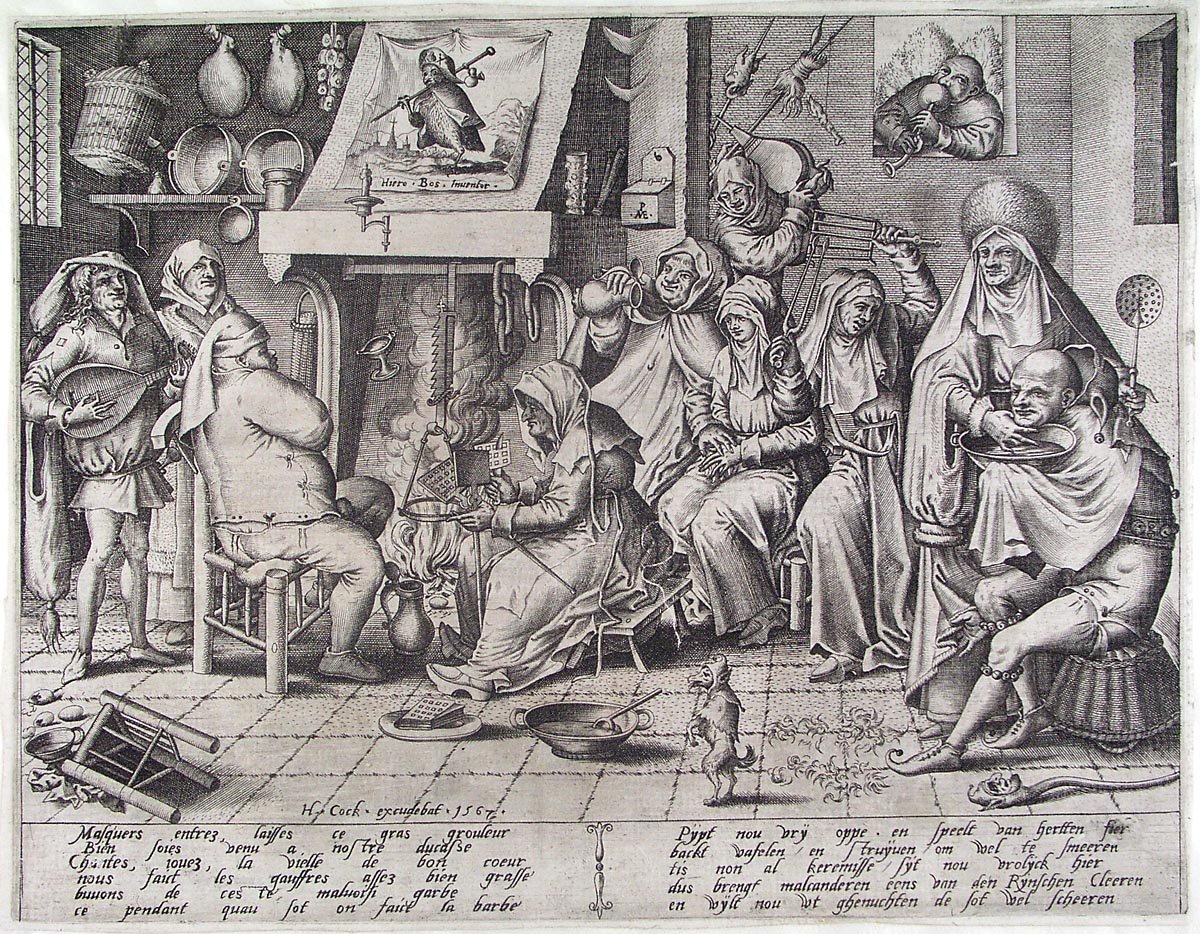
Vastenavond, Pieter van der Heyden, 1567

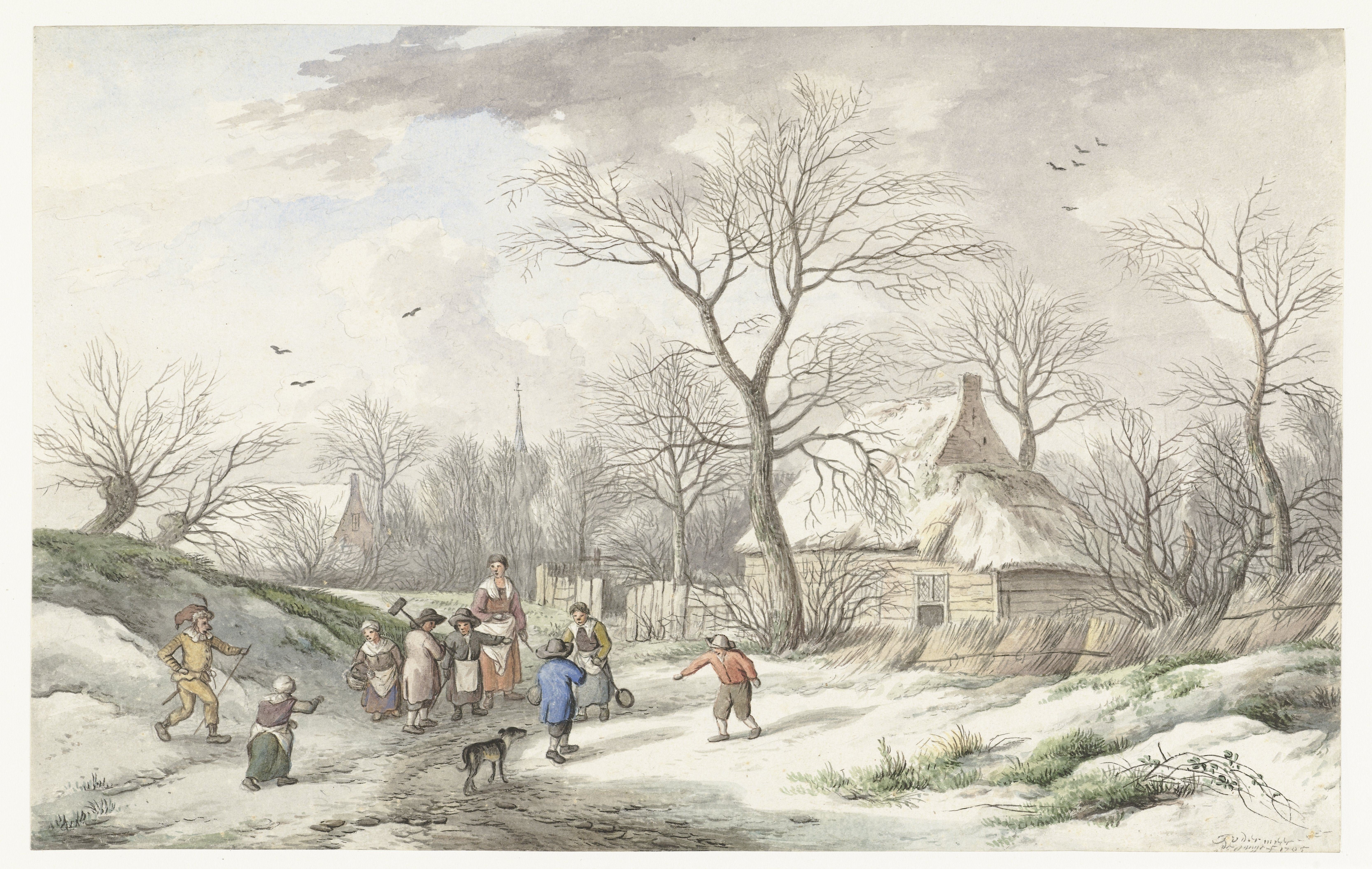
Wintersamenkomst voor Vastenavond, Jan Vermeer van Haarlem (II), 1705

Vastenavond (ook wel bekend als "Vette dinsdag" of Mardi Gras in van oorsprong Franstalige streken en verwant aan het Russische Maslenitsa) is de dinsdag voor Aswoensdag en vormt traditioneel het einde van de carnavalsperiode. Tot dinsdagavond 24.00 uur mag nog carnaval worden gevierd en is het toegelaten zich als Vastenavondgek te verkleden. In de katholieke traditie is klokslag middernacht carnaval voorbij en begint de veertigdaagse vastentijd tot het paasfeest.
In Nederlands Limburg staat het gehele carnaval bekend als vastelaovend(j), dat Limburgs is voor Vastenavond. De Vastenavond zelf wordt lèsten daag vanne vastelaovendj (laatste dag van de carnaval) of carnavalsdinsdig genoemd en op die dag vinden veel afsluitende activiteiten plaats zoals het Uulverbranje in Montfort.
In Engelstalige landen wordt deze dag al naargelang de lokale voorkeuren Mardi Gras, Shrove Tuesday of Pancake Tuesday genoemd, omdat op deze dag traditioneel pannenkoeken worden gegeten. Doorgaans maakte men de voorraadkast leeg voor de Vastentijd. Bij boerenfamilies betekende dit doorgaans het opgebruiken van eieren, melk en meel, juist de ingrediënten van pannenkoeken.
Uit middeleeuwse notities blijkt dat er al in de vroege middeleeuwen rond februari rituelen waren ter opwekking van de ingeslapen natuur. Deze vieringen – met veel liederlijkheid – vonden dus ook al plaats in de periode vlak vóór de kerkelijke vasten. Het Oud-Germaanse 'faseln' (zowel 'vruchtbaarheid' als 'onzinnigheid bedrijven') kan de term mogelijk verklaren; ook in de Duitse naam voor het feest, 'Fassnacht' of 'Faschung' is dit woord terug te vinden. Vanaf het einde van de middeleeuwen zagen de autoriteiten de Vastenavond – met liederlijkheid, maskers en spot van voornamelijk jongeren – als een bedreiging. Dit blijkt uit vele bepalingen, beperkingen en verboden die door grotere Nederlandse steden werden opgelegd.
Er zijn vele oude vastenavondliederen, waaronder 'bedelliedjes'. Hieruit blijkt hoe belangrijk de vastenavondviering was, althans tot de 18e eeuw. Voorbeelden van liedteksten: Ieuchdigh volekje ras, ras, ras, Vrijmoedig man, De Vastenavont die komt a(e)n.
De oudste vermelding van de Vastenavond is in de versroman Parzival van Wolfram von Eschenbach (ca. 1200 en 1210):

..... daz diu koufwîp ze Tolenstein
an der vasnaht nie baz gestriten:
wan si tuontz von gampelsiten
unde müent ân nôt ir lîp
..... dat de koopvrouwen van Tollenstein
op vastenavond nooit beter hebben gevochten.
ze doen dit na de narrenzitting
en vermoeien hun lichaam zonder noodzaak.

## Data
In de onderstaande tabel is de datum voor Vastenavond gegeven, evenals die van Pasen, Hemelvaart en Pinksteren.
| jaar    | Vastenavond (dinsdag) | Eerste paasdag (zondag) | Hemelvaartsdag (donderdag) | Eerste pinksterdag (zondag) |
| ------- | --------------------- | ----------------------- | -------------------------- | --------------------------- |
| Vroegst | 3 februari            | 22 maart                | 30 april                   | 10 mei                      |
| Laatst  | 9 maart               | 25 april                | 3 juni                     | 13 juni                     |
| 2015    | 17 februari           | 5 april                 | 14 mei                     | 24 mei                      |
| 2016    | 9 februari            | 27 maart                | 5 mei                      | 15 mei                      |
| 2017    | 28 februari           | 16 april                | 25 mei                     | 4 juni                      |
| 2018    | 13 februari           | 1 april                 | 10 mei                     | 20 mei                      |
| 2019    | 5 maart               | 21 april                | 30 mei                     | 9 juni                      |
| 2020    | 25 februari           | 12 april                | 21 mei                     | 31 mei                      |
| 2021    | 16 februari           | 4 april                 | 13 mei                     | 23 mei                      |
| 2022    | 1 maart               | 17 april                | 26 mei                     | 5 juni                      |
| 2023    | 21 februari           | 9 april                 | 18 mei                     | 28 mei                      |
| 2024    | 13 februari           | 31 maart                | 9 mei                      | 19 mei                      |
| 2025    | 4 maart               | 20 april                | 29 mei                     | 8 juni                      |
| 2026    | 17 februari           | 5 april                 | 14 mei                     | 24 mei                      |
| 2027    | 9 februari            | 28 maart                | 6 mei                      | 16 mei                      |
| 2028    | 29 februari           | 16 april                | 25 mei                     | 4 juni                      |
| 2029    | 13 februari           | 1 april                 | 10 mei                     | 20 mei                      |
| 2030    | 5 maart               | 21 april                | 30 mei                     | 9 juni                      |
| 2031    | 25 februari           | 13 april                | 22 mei                     | 1 juni                      |
| 2032    | 10 februari           | 28 maart                | 6 mei                      | 16 mei                      |
| 2033    | 1 maart               | 17 april                | 26 mei                     | 5 juni                      |
| 2034    | 21 februari           | 9 april                 | 18 mei                     | 28 mei                      |
| 2035    | 6 februari            | 25 maart                | 3 mei                      | 13 mei                      |
| 2036    | 26 februari           | 13 april                | 22 mei                     | 1 juni                      |
| 2037    | 17 februari           | 5 april                 | 14 mei                     | 24 mei                      |
| 2038    | 9 maart               | 25 april                | 3 juni                     | 13 juni                     |
| 2039    | 22 februari           | 10 april                | 19 mei                     | 29 mei                      |
| 2040    | 14 februari           | 1 april                 | 10 mei                     | 20 mei                      |
| 2041    | 5 maart               | 21 april                | 30 mei                     | 9 juni                      |
| 2042    | 18 februari           | 6 april                 | 15 mei                     | 25 mei                      |
| 2043    | 10 februari           | 29 maart                | 7 mei                      | 17 mei                      |
| 2044    | 1 maart               | 17 april                | 26 mei                     | 5 juni                      |
| 2045    | 21 februari           | 9 april                 | 18 mei                     | 28 mei                      |